# You Don't Love Me Anymore
You Don't Love Me Anymore är en singel från 1992 av Weird Al Yankovic.
Sången är en ballad som handlar om att hans fru helt plötsigt har blivit elak mot honom.
Musikvideon till låten är en parodi på More Than Words av Extreme och fortsätter där handlingen i musikvideon till Smells Like Nirvana slutar.